# 记
记，中国古代文体的一种。以记叙为主，议论，抒情为辅，可记人，可记事，可记物。

## 名篇
- 柳宗元的《永州八记》
- 欧阳修的《醉翁亭记》
- 范仲淹的《岳阳楼记》

## 延伸阅读
[在维基数据编辑]
 《欽定古今圖書集成·理學彙編·文學典·記部》，出自陈梦雷《古今圖書集成》